# Michael Jackson’s Vision
Michael Jackson’s Vision – deluxe DVD box set zawierający 4,5 godziny materiału wideo zamieszczonych na trzech płytach DVD z ponad 40 teledyskami Michaela Jacksona z nowym poprawionym kolorystycznie obrazem, oraz zremasterowanym  dźwiękiem. Nagrania zostały wydane 22 listopada 2010. Michael Jackson’s Vision zawiera pełne wersje wyreżyserowanego przez John Landis „Thriller” i „Black or White” oraz klasycznym „Bad”, którego reżyserem jest Martin Scorsese. Posiada trójwymiarową okładkę.
Michael Jackson’s Vision był dostępny w limitowanej edycji deluxe box zawierającym 60-stronicową książeczkę z błyszczącą oprawą, ze zdjęciami zza sceny oraz z prywatnego archiwum Michaela Jacksona.
W zestawie hitów wideo Jacksona znajduje się również 10 niedostępnych dotąd na żadnym DVD klipów, w tym poprzednio niezrealizowany na DVD „One More Chance”.
W Polsce nagrania uzyskały certyfikat platynowej płyty DVD.

## Lista utworów
DYSK 1
1. Don’t Stop ’Til You Get Enough - 4:12
  - Director: Nick Saxton
2. Rock with You - 3:22
  - Reżyseria: Bruce Gowers
3. She’s Out of My Life - 3:35
  - Reżyseria: Bruce Gowers
4. Billie Jean - 4:54
  - Reżyseria: Steve Barron
5. Beat It - 4:57
  - Reżyseria: Bob Giraldi
6. Thriller - 13:42
  - Reżyseria: John Landis
7. Bad - 18:05
  - Reżyseria: Martin Scorsese
8. The Way You Make Me Feel - 9:24
  - Reżyseria: Joe Pytka
9. Man in the Mirror - 5:03
  - Reżyseria: Don Wilson
10. Dirty Diana - 5:05
  - Reżyseria: Joe Pytka
11. Smooth Criminal - 9:27
  - Reżyseria: Colin Chilvers
12. Another Part of Me - 4:45
  - Reżyseria: Patrick T. Kelly
13. Speed Demon - 10:08
  - Reżyseria: Will Vinton
14. Come Together - 5:40
  - Reżyseria: Jerry Kramer & Colin Chilvers
15. Leave Me Alone - 4:36
  - Reżyseria: Jim Blashfield i Paul Diener
16. Liberian Girl - 5:34
  - Reżyseria: Jim Yukich

Długość Disc 1 112:29 (01:52:29)
DYSK 2
1. Black or White - 11:01
  - Reżyseria: John Landis
2. Remember the Time - 9:16
  - Reżyseria: John Singleton
3. In the Closet - 6:05
  - Reżyseria: Herb Ritts
4. Jam - 7:59
  - Reżyseria: David Kellogg
5. Heal the World - 7:32
  - Reżyseria: Joe Pytka
6. Give In to Me - 5:29
  - Reżyseria: Andy Morahan
7. Who Is It - 6:34
  - Reżyseria: David Fincher
8. Will You Be There - 5:55
  - Reżyseria: Vincent Paterson
9. Gone Too Soon - 3:38
  - Reżyseria: Bill DiCicco
10. Scream - 4:47
  - Reżyseria: Mark Romanek
  - Janet Jackson appears courtesy of Virgin Records
11. Childhood - 4:29
  - Reżyseria: Nicholas Brandt
12. You Are Not Alone - 5:34
  - Reżyseria: Wayne Isham
13. Earth Song - 6:44
  - Reżyseria: Nicholas Brandt
14. They Don’t Care About Us - 7:08
  - Reżyseria: Spike Lee
15. Stranger in Moscow - 5:33
  - Reżyseria: Nicholas Brandt
16. Blood on the Dance Floor - 5:27
  - Reżyseria: Michael Jackson & Vincent Patterson
17. Ghosts - 3:58
  - Reżyseria: Stan Winston
18. You Rock My World - 13:30
  - Reżyseria: Paul Hunter
19. Cry - 4:57
  - Reżyseria: Nick Brandt

Długość Disc 2 125:36 (2:05:36)
DYSK 3 (Dodatkowe materiały)
1. Blame It on the Boogie - The Jacksons - 3:32
2. Enjoy Yourself - The Jacksons - 3:31
3. Can You Feel It - The Jacksons - 9:37
4. Say Say Say - Paul McCartney & Michael Jackson - 4:57
  - Reżyseria: Bob Giraldi
5. They Don’t Care About Us - Prison version - 4:52
  - Reżyseria: Spike Lee
6. Why? - 3T featuring Michael Jackson - 4:33
7. One More Chance - poprzednio niezrealizowany - 4:03

Długość Disc 3 35:05